# Harry Aarts

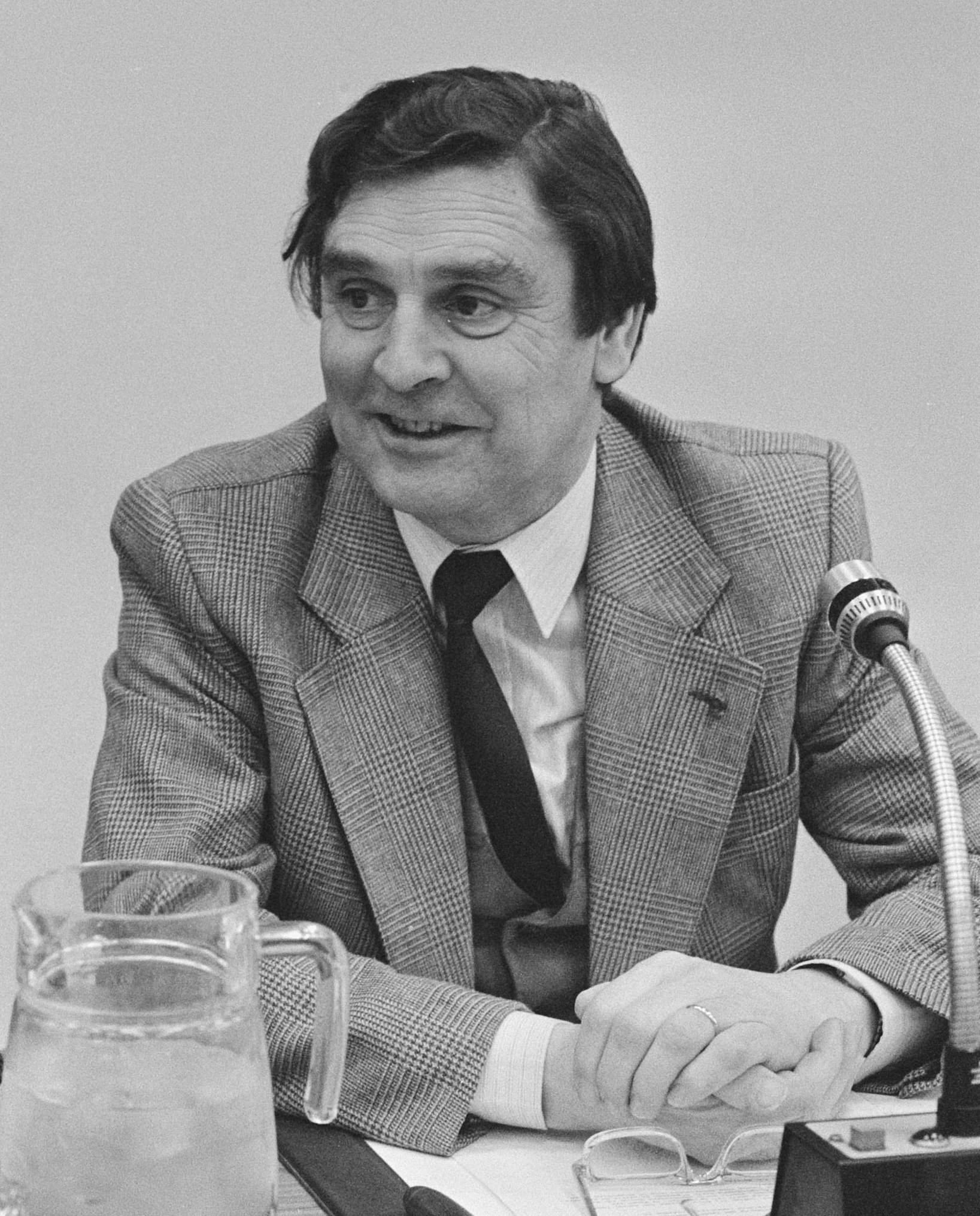
Harry Aarts (1985)

Henricus Johannes Bernardus „Harry“ Aarts (* 9. März 1930 in ’s-Hertogenbosch; † 25. März 2020 in Tilburg) war ein niederländischer Politiker. Er saß vom 23. Januar 1973 bis zum 1. Oktober 1993 für die Katholieke Volkspartij und später für den Christen-Democratisch Appèl in der Zweiten Kammer der Generalstaaten.

## Leben
Nach dem Besuch der Grundschule und des Gymnasiums in derselben Stadt studierte er von 1949 bis 1955 Politikwissenschaft an der Katholischen Universität Nimwegen. Vom 1. September 1953 bis zum 2. September 1958 war Aarts Mitglied des Gemeinderats von 's-Hertogenbosch. Nachdem er zwei Jahre bei der Heineken-Brauerei gearbeitet hatte, war er von 1959 bis 1965 Organisationsberater beim Verband der niederländischen Gemeinden. Danach wurde er zum Bürgermeister von Berkel-Enschot ernannt und amtierte vom 16. Juli 1965 bis zum 16. März 1974.
Am 23. Januar 1973 wurde Aarts Mitglied der Abgeordnetenkammer für die Katholische Volkspartei. Von 1975 bis 1978 war er Vorsitzender der Kommission für innere Angelegenheiten. Als die Katholische Volkspartei 1980 in den Christlich-Demokratischen Appell überging, blieb Aarts Mitglied. Von 1978 bis 1989 war er außerdem Vorsitzender der Kommission für Entwicklungshilfe und von 1989 bis 1993 Vorsitzender der Kommission für auswärtige Angelegenheiten. Am 1. Oktober 1993 schied Aarts aus dem Parlament aus. Anschließend war er bis zum 1. Oktober 1998 als Mitglied im Raad van State tätig.
Am 29. April 1985 wurde Aarts zum Ritter im Orden vom Niederländischen Löwen ernannt. Er starb am 25. März 2020 in Tilburg an COVID-19.